# Dimităr Mitkov
Dimităr Georgiev Mitkov (in bulgaro Димитър Георгиев Митков?; Varna, 27 gennaio 2000) è un calciatore bulgaro, attaccante dello Spartak Varna.

## Caratteristiche tecniche
È un centravanti.

## Carriera

### Club
Cresciuto nel settore giovanile del Ludogorec, debutta in prima squadra il 14 agosto 2020 in occasione dell'incontro del campionato bulgaro vinto 3-0 contro lo Slavia Sofia.

### Nazionale
Ha giocato nella nazionale bulgara Under-21.

## Statistiche
Statistiche aggiornate al 3 dicembre 2020.

### Presenze e reti nei club
| Stagione        | Squadra         | Campionato      | Campionato | Campionato | Coppe nazionali | Coppe nazionali | Coppe nazionali | Coppe continentali | Coppe continentali | Coppe continentali | Altre coppe | Altre coppe | Altre coppe | Totale | Totale | Totale |
| Stagione        | Squadra         | Comp            | Pres       | Reti       | Comp            | Pres            | Reti            | Comp               | Pres               | Reti               | Comp        | Pres        | Reti        | Pres   | Reti   |        |
| --------------- | --------------- | --------------- | ---------- | ---------- | --------------- | --------------- | --------------- | ------------------ | ------------------ | ------------------ | ----------- | ----------- | ----------- | ------ | ------ | ------ |
| 2017-2018       | Ludogorec II    | B-PFG           | 3          | 0          |                 | -               | -               |                    | -                  | -                  |             | -           | -           | 3      | 0      |        |
| 2018-2019       | Ludogorec II    | B-PFG           | 17         | 2          |                 | -               | -               |                    | -                  | -                  |             | -           | -           | 17     | 2      |        |
| 2019-2020       | Ludogorec II    | B-PFG           | 20         | 10         |                 | -               | -               |                    | -                  | -                  |             | -           | -           | 20     | 10     |        |
| 2020-2021       | Ludogorec II    | B-PFG           | 12         | 15         |                 | -               | -               |                    | -                  | -                  |             | -           | -           | 12     | 15     |        |
| 2020-2021       | Ludogorec       | A-PFG           | 2          | 0          | CB              | 0               | 0               | UEL                | 3                  | 0                  |             | -           | -           | 5      | 0      |        |
| Totale carriera | Totale carriera | Totale carriera | 54         | 27         |                 | 0               | 0               |                    | 3                  | 0                  |             | -           | -           | 57     | 27     |        |

## Palmarès

### Club

#### Competizioni nazionali
- Campionato tagiko: 1

Istiklol: 2024